# Quetzal paó
El quetzal paó (Pharomachrus pavoninus) és una espècie d'ocell de la família dels trogònids (Trogonidae). Habita la selva humida sud-americana, des del sud-est de Colòmbia i sud de Veneçuela, cap al sud, per l'est de l'Equador i del Perú, nord de Bolívia i Brasil amazònic.